# Petit-Goâve
Petit-Goâve (Haïtiaans-Creools: Tigwav) is een stad en gemeente in Haïti met 173.000 inwoners. 
De plaats ligt op 68 km van de hoofdstad Port-au-Prince. De gemeente maakt deel uit van het arrondissement Léogâne in het departement Ouest.

## Geschiedenis
Op de plaats van het huidige Petit-Goâve hadden de Taíno een nederzetting die ze Goâve noemden. Aan het eind van de 16e eeuw bouwden de Spanjaarden daarnaast een andere nederzetting, die ze de naam Aguava gaven. In de Franse tijd werden de namen van deze dorpen veranderd in Grand-Goâve en Petit-Goâve.
Met name Petit-Goâve werd erg welvarend. In de eerste helft van de 17e eeuw zijn er veel invallen van piraten geweest. In 1663 werd Petit-Goâve de hoofdstad van de kolonie Saint-Domingue, na de economische neergang van het eiland La Tortue (Tortuga).

## Moderne tijd
In Petit-Goâve vindt industriële verwerking van rietsuiker plaatsIn de haven is een scheepswerf en een douanekantoor. Met name de export van koffie en cacao is belangrijk. Verder wordt er katoen, zoete aardappel, kokosnoten, sinaasappel, mango, limoen en rietsuiker uitgevoerd. Ook wordt er vanuit de haven gevist.

## Indeling
De gemeente bestaat uit de volgende sections communales:
| Nr. | Naam            | Km²   | Inw.2015 |
| --- | --------------- | ----- | -------- |
| 1   | Bino            | 42,84 | 28.429   |
| 2   | Delatre II      | 51,48 | 3.175    |
| 3   | Trou Chouchou   | 36,94 | 1.593    |
| 4   | Fond Arabie     | 30,96 | 1.441    |
| 5   | Trou Canari     | 7,62  | 520      |
| 6   | Trou Canari     | 26,32 | 2.058    |
| 7   | Les Platons II  | 18,60 | 688      |
| 8   | Les Platons     | 46,05 | 3.988    |
| 9   | Les Palmes      | 30,40 | 1.687    |
| 10  | Les Palmes      | 19,61 | 1.042    |
| 11  | Ravine Sèche II | 40,04 | 109.538  |
| 12  | Les Fourques    | 37,02 | 18.806   |

## Bezienswaardigheden
- Het fort Liberté
- Het fort Gary, gelegen op 1100m hoogte
- Het fort Royal, uit het begin van de koloniale tijd
- Het dorp Arnoux met een aquaduct, watervallen en grotten waar vodou beoefend wordt
- Stranden: Taïnoz, Cocoyer en Bananier

De culinaire specialiteit van Petit-Goâve zijn verschillende soorten banket.

## Geboren in Petit-Goâve
- 1782: Faustin Soulouque, keizer van Haïti
- 1953: Dany Laferrière, schrijver